# Scherpenzeel
Scherpenzeel este o comună și o localitate în provincia Gelderland, Țările de Jos. 

## Localități componente
Scherpenzeel, Moorst.